# Saulo Poncio
Saulo Marcio Silva de Souza (Rio de Janeiro, 26 de dezembro de 1995) mais conhecido pelo seu como Saulo Poncio, é um cantor e compositor brasileiro.

## Biografia
Nascido e criado no Rio de Janeiro, é filho do pastor Márcio Matos e Simone Poncio, tendo uma irmã chamada Sarah Poncio, com quem possui uma marca de roupas nomeada Gudang. O nome artístico Poncio, é uma homenagem ao sobrenome da sua mãe. Em novembro de 2019, foi noticiado que a família Poncio estava tentando negociar com as plataformas de streaming Netflix e Amazon Prime, a exibição do reality show Los Poncios, que retrata o dia-dia da família.
Saulo teve seu contato com a música desde de criança, cantando na Igreja Pentecostal Anabatista e tocando vários instrumentos como violão, guitarra e piano, tendo como suas principais influências o gospel, o R&B o pop e o hip hop. Entre 2016 e 2020, foi vocalista do duo UM44K ao lado de Luan Otten, deixando a dupla para se dedicar a vida religiosa.

## Vida pessoal
Em 2014, começou a se relacionar com a atriz Letícia Almeida, com quem teve um relacionamento que se manteve entre idas e vindas, que terminou definitivamente em 2017, período em que Letícia revelou a Saulo, estar esperando uma filha dele. Mesmo com o fim da relação, Saulo decidiu levar a atriz para morar com ele, para acompanhar sua gravidez. Em fevereiro de 2018, nasceu Maria Madalena, a quem o cantor registrou como sua filha. Porém, em junho, Saulo divulgou uma carta aberta dizendo ter feito um exame de DNA que ficou constatado que ele não era o pai biológico da criança, mas que mesmo assim, a considerava como sua filha. Um mês depois, Letícia confirmou que Madalena era filha de Jonathan Couto, cunhado de Saulo, casado com sua irmã Sarah Poncio. Em fevereiro de 2019, Saulo protocolizou uma petição na Justiça e desistiu da paternidade de Madalena.
Em maio de 2018, assumiu namoro com a influenciadora Gabi Brandt, de quem ficou noivo em junho. Em dezembro do mesmo ano, o casal anunciou estar esperando primeiro filho, o pequeno Davi Márcio, tendo o cantor escrito a música "Tudo Que Sonhamos" em homenagem a eles, lançando um videoclipe com a participação da noiva. No dia 18 de janeiro de 2019, se casaram em uma cerimônia luxuosa localizada no Hotel Copacabana Palace, na Zona Sul do Rio de Janeiro, diante de 250 convidados. No dia 5 de julho, nasceu Davi, o primeiro filho do casal. O casal deu um tempo na relação em fevereiro de 2020, devido as traições constantes da parte de Saulo. Em abril, Saulo confirmou a volta em uma publicação no seu Instagram, dizendo que Deus restituiu seu casamento e pedindo perdão a todos que se decepcionaram com a sua postura durante esses anos.

## Controvérsias

### Acusação de agressão
Em junho de 2018, Letícia Almeida, ex-namorada de Saulo, registrou um boletim de ocorrência contra ele e sua família por danos, injúria e vias de fato, acusando-os de tentativas de agressão. Porém, em julho de 2019, o 9º Juizado Especial Criminal do Rio de Janeiro rejeitou a queixa de Letícia contra a família.

### Acusação de oportunismo em tragédia
Em janeiro de 2019, com a tragédia em Brumadinho, em Minas Gerais, região onde uma barragem se rompeu deixando várias pessoas mortas e desaparecidas, Saulo e a esposa Gabi Brandt, convidaram seus seguidores para participar de uma corrente do bem, propondo que a cada R$79,90 em compras na loja do casal, eles irão doar 10 litros de água para os sobreviventes e familiares afetados pelo incidente. Porém, foram chamados de oportunistas pelos seguidores, que os acusaram de que querer lucrar em cima de uma tragédia. Saulo se pronunciou dizendo que jamais teve a intenção de lucrar com isso e teve essa ideia como uma forma de incentivar as pessoas a doarem, revelando também que já tinha feito sua doação.

### Envolvimento com drogas
Em abril de 2020, Saulo publicou um vídeo em seu Instagram, queimando um isqueiro com a seguinte legenda:
"O Senhor restituiu meu lar. O Senhor restituiu minha família. O Senhor restituiu meu casamento. O Senhor restituiu meu caráter. Queria pedir perdão a todos que se decepcionaram comigo, que se entristeceram com as minhas atitudes, que perderam a admiração por mim. Eu estou fazendo esse texto não pra me justificar, muito menos pra provar algo pra vocês. Mas como forma de testemunho".
Fazendo lives de oração em seu Instagram, Saulo deu um testemunho revelando que fazia uso de drogas em sua própria residência:
“Isso é uma obra que vem de Deus, se fosse pelo Saulo carnal eu ainda estaria ali no ofurô fumando, usando droga, e me levando e me enganando, mas como a obra é de Deus, o manifestar é dele", disse o cantor através de um testemunho."

## Filmografia

### Internet
| Ano  | Título            | Papel     | Notas    |
| ---- | ----------------- | --------- | -------- |
| 2019 | Tudo Que Sonhamos | Ele mesmo | Websérie |